# Ares (rapper)
Rens Ottema (Oosterhout, 2 december 1995), beter bekend als Ares, is een Nederlandse rapper. Tot 2017 had hij een contract bij het platenlabel Top Notch, hierna richtte hij het onafhankelijke platenlabel 162 Records op, waar hij sindsdien zijn muziek onder uitbrengt.

## Jeugd
Ottema is geboren in Oosterhout en groeide op in het Noord-Brabantse Raamsdonk. Zijn liefde voor rap begon op zijn dertiende, toen hij een videoclip van The Opposites op televisie zag. Als fan van het duo kocht hij vervolgens het album De fik er in. Big2 (rapper van The Opposites) legde online in een video uit hoe je een beat maakt. Vervolgens kocht Ares een computer om beats te produceren. Na verloop van tijd begon hij hier samen met vrienden op te rappen.

## Carrière
Na het uitbrengen van zijn eerste ep Dichterbij gaf Ares zich in het najaar van 2012 op voor de nieuwe talentenjacht The Next MC van 101Barz. Hij bereikte hierin de finale waarin hij zijn meerdere moest erkennen in D-Double. Nadat hij zichzelf op de kaart had gezet bracht hij de videoclip Blues uit.
Na de deelname aan de talentenjacht leerde Ares een andere producer genaamd Dennis Westerhout kennen. Hij leerde hem kennen bij een carnavalsfeest. Ze spraken tijdens de ontmoeting over de beats die Ares produceerde, hierbij bleek dat Dennis ook actief is als producer. Na enkele ontmoetingen zijn ze een vaste samenwerking begonnen. Ze namen daarna deel aan de Grote Prijs van Nederland. Hierbij reikten zij tot de halve finale.
In februari 2013 brachten ze het nummer Regenboog uit, onder naam van Ares. Het nummer ontving veel positieve feedback en contacten met labels waren na de lange goede prestaties inmiddels gelegd. Ares ontving steeds meer boekingen en in de zomer bracht hij zijn tweede ep Zolang de Wereld Draait uit. In oktober tekende hij een contract bij het label Top Notch.
In januari 2014 werd Ares voor de tweede maal uitgenodigd voor een studiosessie bij 101Barz. In februari 2014 kwam zijn derde ep 100.000 Plekken uit. In augustus stond hij op het hoofdpodium van het hiphopfestival Appelsap.
Op 3 oktober bracht hij zijn debuutalbum Road Trip uit. Hierna begon hij een tournee door Nederland, met als aftrap de releaseparty voor zijn album op 4 oktober in Breda.
Op 7 april in 2015 bracht het collectief New Wave het gelijknamige album uit. Dit is een succesvol album geworden waarin het label Top Notch jonge talentvolle rappers bij elkaar heeft gebracht.
In de zomer bracht hij een mixtape uit genaamd ?. Deze mixtape kent twaalf nummers. Gelijk na het uitbrengen maakte Ares bekend een nieuwe ep uit te brengen: Alleen in de O. Daaraan vooraf verscheen in september 2015 een eerste deel van zijn gelijknamige serie korte films, die uiteindelijk vier delen zou bevatten.
Op 25 september kwam de ep uit. Deze bevat zeven nummers en heeft vooralsnog één videoclip, namelijk Ze Hoort Bij Mij. Op 11 maart 2016 verscheen ook nog de ep Beter niet dood.
In 2017 kondigde Ares zijn tweede album Prins aan en werd bekend dat het tevens zijn laatste muziek werd onder het label Top Notch.
In 2018 kwam zijn album Alice uit. Het was de eerste plaat die hij uitbracht zonder medewerking van Top Notch, en gaat naar eigen zeggen deels over zijn relatie met het label en zijn faam: "Als je jong bent, en komt bij zo’n label terecht? Dan gebeuren er dingen die je je niet kunt voorstellen als je uit een klein plaatsje in Noord-Brabant komt. Dan raak je een beetje verward en verdwaald van je doel. Dat omschrijf ik op Alice, de dwaaltocht naar het punt waar ik nu ben."
In 2020 kwam het album Lotus uit met tien nummers, waaronder Zelfdefensie en Ventilatie. Dit was het eerste album dat werd uitgebracht onder het label 162 Records. 
Op 23 oktober 2020 bracht hij voor de tweede keer in een jaar een album uit. Het album kreeg de naam langetermijnvisie en bevat 17 nummers. Ares heeft voor het release van het album een aantal luistersessies gehouden waarin hij ook vertelde over hoe het album tot stand kwam.
Op 13 mei 2022 werd Ares' zesde studioalbum Wavyman: Live from Mars uitgebracht. Het album telt 18 nummers, waaronder twee met een gastbijdrage van Q'n, de eerste artiest die Ares tekende bij zijn label 162 Records. 
10 november 2023 kwam Ares zijn zevende studioalbum PHANTOM uit. 

## Prijzen, nominaties en deelnames
- 2012, deelname, tweede plaats: The Next MC
- 2012, deelname, halve finale: De Grote Prijs van Nederland
- 2012, nominatie: Rookie of the Year, State Awards
- 2014, prijs: Oor Belofte’s 2014
- 2014, prijs: 12 van 3voor12
- 2019, nominatie: 3voor12 album van het jaar ‘Alice’

## Discografie

### Albums
- 2014: Road Trip
- 2017: Prins
- 2018: Alice
- 2020: Lotus
- 2020: Langetermijnvisie
- 2022: Wavyman - Live from Mars
- 2023: PHANTOM

### Ep's
- 2012: Dichterbij
- 2013: Zolang de Wereld Draait
- 2013: Geslepen
- 2013: Pirouette
- 2014: Meisje
- 2014: 100.000 Plekken
- 2015: Alleen in de O
- 2016: Beter niet dood

### Mixtapes
- 2015: ?

### Road Trip
Op 3 oktober 2014 bracht Ares zijn debuutalbum Road Trip uit. Dit zeventien nummers tellende album kent een aantal nummers die voorheen al waren uitgebracht. Het gaat om 100.000 Plekken en Meisje. Op de ep Dichterbij bracht Ares het nummer Glazen Bol uit en op het album krijgt dit nummer een vervolg met de track Glazen Bol II, tevens het openingsnummer van het album. Track zeven Mona Lisa is in samenwerking met jeugdidool Big2. Track nummer elf is samen met Lange Frans. Op 26 november kwam de videoclip van het nummer Sgt. Peppers Insomnius Young Boys Band uit. De video heeft Ares zelf geregisseerd.
| Nr. | Titel                                  | Duur |
| --- | -------------------------------------- | ---- |
| 1.  | Glazen Bol II                          | 3:33 |
| 2.  | Avant Garde                            | 3:05 |
| 3.  | Road Trip                              | 3:15 |
| 4.  | 100.000 Plekken                        | 3:29 |
| 5.  | Meisje                                 | 3:54 |
| 6.  | Schoolfoto's                           | 3:43 |
| 7.  | Mona Lisa (met Big2)                   | 3:14 |
| 8.  | Bestemming Bereikt                     | 3:41 |
| 9.  | Diamanten Kettingen                    | 4:09 |
| 10. | Rozenperk                              | 4:09 |
| 11. | D-Men Remix (met Lange Frans)          | 3:24 |
| 12. | Sgt. Peppers Insomnius Young Boys Band | 3:34 |
| 13. | Insomnia                               | 3:10 |
| 14. | Yoko Ono (vrijheid)                    | 5:52 |
| 15. | Waar Mijn Thuis Is                     | 3:17 |
| 16. | Montmartre                             | 3:16 |
| 17. | Cupido's Guns                          | 4:26 |